# Papa Charlie McCoy
Charles "Papa Charlie" McCoy (26 de mayo de 1909 – 26 de julio de 1950) fue un músico y compositor de Delta blues.

## Carrera
McCoy nació en Jackson, Misisipi. Era más conocido por su apodo, Papa Charlie. Como guitarrista y mandolinista, fue uno de los mayores acompañantes de blues de su época. Tocó en toda el área del Mississippi con su banda, the Mississippi Hot Footers. Como músico de guitarra slide, Papa grabó bajo el nombre de Tampa Kid, lanzando el disco "Keep on Trying". Él y su hermano mayor Kansas Joe McCoy tocaron juntos en los años treinta y cuarenta y grabaron con el nombre The McCoy Brothers.
McCoy y Bo Carter grabaron algunos discos como the Mississippi Mud Steppers, incluyendo dos versiones de la canción "Cow Cow Blues" de Cow Cow Davenport: la primera, una instrumental, publicada como "The Jackson Stomp", y la segunda, con letra cantada por McCoy, publicada como "The Lonesome Train, That Took My Girl from Town". También escribieron y grabaron "The Vicksburg Stomp" (versión que fue grabada por los mandolinistas Mike Compton y David Long en el año 2006).
McCoy se trasladó a la ciudad de Chicago, donde fundó dos bandas: Papa Charlie's Boys, con su hermano Kansas Joe, y the Harlem Hamfats, con las que dio conciertos y grabó a finales de los años treinta.
La carrera de Papa se vio truncada debido a su alistamiento en el ejército estadounidense durante la Segunda Guerra Mundial. Luego de regresar de la guerra en un estado de salud delicado, Charlie nunca retornó al mundo de la música. Falleció en Chicago en 1950 por una enfermedad cerebral, algunos meses después de la muerte de su hermano. Ambos descansan en el cementerio de Restvale, en Alsip, Illinois.
La canción "Too Long" de McCoy ha sido tocada y grabada por muchos artistas.